# Lawton, Iowa
Lawton là một thành phố thuộc quận Woodbury, tiểu bang Iowa, Hoa Kỳ. Năm 2010, dân số của thành phố này là 908 người.

## Dân số
Dân số qua các năm:
- Năm 2000: 697 người.
- Năm 2010: 908 người.